# Rade (Jessen)
Rade is een plaats en voormalige gemeente in de Duitse deelstaat Saksen-Anhalt en maakt deel uit van de Landkreis Wittenberg.
Rade telt 212 inwoners.